# Titiotus californicus
Titiotus californicus is een spinnensoort in de taxonomische indeling van de Tengellidae.
Het dier behoort tot het geslacht Titiotus. De wetenschappelijke naam van de soort werd voor het eerst geldig gepubliceerd in 1897 door Eugène Simon.